# Congregazione di Gesù e Maria
La Congregazione di Gesù e Maria (in latino Congregatio Iesu et Mariae, o Congregatio Eudistarum) è una società clericale di vita apostolica di diritto pontificio: i membri di questa compagnia, detti Eudisti, pospongono al loro nome le sigle C.I.M. o Eud.

## Storia

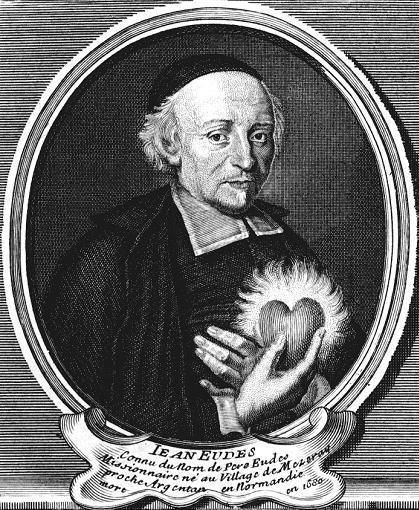
Giovanni Eudes in un'incisione

La congregazione venne fondata dal sacerdote francese Giovanni Eudes (1601-1680): entrato tra gli oratoriani di Pierre de Bérulle nel 1623, dal 1632 si dedicò intensamente alla predicazione delle missioni popolari nelle aree rurali e nelle zone più povere del Paese ed ebbe modo di rendersi conto dello sconfortante stato di miseria spirituale in cui giaceva il clero.
Nel 1641 Eudes divenne superiore dell'oratorio di Caen e iniziò a meditare l'erezione di una casa dove i preti e gli aspiranti al sacerdozio avessero potuto ricevere un'adeguata formazione spirituale e pastorale; a causa dell'ostilità a tale iniziativa del superiore della congregazione dell'Oratorio, François Bourgoing, Eudes e alcuni compagni lasciarono la società e il 25 marzo 1643 portarono a compimento il loro progetto aprendo a Caen un seminario dove mettere in pratica le prescrizioni del Concilio di Trento riguardo alla formazione del clero.
Su richiesta dei vescovi locali, i membri della Congregazione di Gesù e Maria (questo il nome assunto dalla compagnia di Eudes) assunsero rapidamente la direzione dei seminari di Coutances (1651), Lisieux (1653), Rouen (1659), Évreux (1667), Rennes (1670). Dal punto di vista dell'organizzazione canonica della congregazione, gli Eudisti andarono a costituire una società di vita comune senza voti (l'emissione di voti religiosi comportava l'esenzione rispetto all'autorità dei vescovi e ciò era in contrasto con le finalità della compagnia, che si proponeva di cooperare in stretta intesa con gli ordinari diocesani).
La congregazione uscì annientata dal periodo rivoluzionario (François-Louis Hébert, superiore generale degli eudisti e confessore di Luigi XVI, rimase vittima dei massacri di settembre del 1792); venne ristabilita a Rennes nel 1826. Gli eudisti vennero espulsi dal paese sotto il governo di Émile Combes; ripararono in Canada, negli Stati Uniti, in Colombia e in Venezuela, ma poterono tornare in Francia dopo l'abolizione delle "leggi laiche" durante la prima guerra mondiale. Ottenne il pontificio decreto di lode il 25 luglio 1851.
Il fondatore, beatificato il 25 aprile 1909 da papa Pio X, fu proclamato santo da papa Pio XI il 31 maggio 1925.

## Attività e diffusione
Gli eudisti si dedicano soprattutto alla direzione di seminari diocesani e collegi e alle missioni.
Sono presenti in Europa (Francia, Italia), nelle Americhe (Brasile, Canada, Cile, Colombia, Ecuador, Honduras, Messico, Nicaragua, Perù, Stati Uniti d'America, Venezuela), in Africa (Benin, Burkina Faso, Costa d'Avorio, Togo) e nelle Filippine; la sede generalizia è a Roma, in via dei Querceti.
Al 31 dicembre 2005, la compagnia contava 59 case e 472 membri, 376 dei quali sacerdoti.